# قلعة البيضاء
قلعة البيضاء قلعة أثرية تقع في القسم الشمالي الغربي من مدينة البيضاء، اليمن، حيث ترتكز على مرتفع صخري يطل على المدينة، على ارتفاع 2500م عن سطح الأرض. وقد سميت البيضاء بهذا الاسم نسبة للصخرة البيضاء التي شيد عليها الملك الحميري «شمر ثاران» قلعته التي كانت تشرف على سوق شمر والذي يعد واحداً من أشهر أسواق العرب المشهورة في عصور ما قبل الإسلام. حيث تعد «قلعة شمر ثاران» أبرز معالم المدينة التاريخية.

## الوصف
مساحة القلعة تقدر بأربعة كم²، وارتفاع 150 متراً. يحيط بها سور من كل الجهات، ولها بوابتان فقط إحداهما في الجهة الغربية والأخرى في الجهة الجنوبية. وتظهر بقايا أكثر من إثنى عشر حصناً كانت تتكون منها القلعة ذات يوم حصينة ومنيعة على أي هجوم نظراً لوعورة الجبل الشاهق الذي أقيمت عليه والسور المرتفع الذي انتشرت على أطرافه الحصون التي ترتبط فيما بينها بأنفاق تسهل عملية التنقل ما بين هذه الحصون. ويقال بأن هذه المنطقة التي بها القلعة هي في الأصل البيضاء القديمة وسميت بعد ذلك بالقلعة.